# Liriope spicata
Liriope spicata (Leliegras) is een plant uit de aspergefamilie (Asparagaceae). De knolvormige wortel van de plant wordt toegepast in de traditionele Chinese geneeskunde.